# War Is the Answer
War Is the Answer — второй студийный альбом американской грув-метал-группы Five Finger Death Punch, выпущенный 22 сентября 2009 года. Альбом занял седьмую строчку Billboard 200, а за первую неделю было продано около 44 000 копий. War Is the Answer — последний альбом с участием бас-гитариста Мэтта Снелла, который ушёл из группы в конце 2010 года (сообщилось в 2011 году). В 2011 году альбом был сертифицирован RIAA как золотой, а в 2016 году — как платиновый.

## Запись
Альбом был анонсирован в мае 2009 года. Продюсером альбома стал Кевин Чурко, ранее работавший с Оззи Озборном, а мастерингом занимался Рэнди Стауб, известным своей работой с Metallica, Nickelback и Stone Sour. Гитарист Золтан Батори заявляет, что стиль альбома похож на стиль предыдущего (The Way of the Fist), и основной упор группа делает на сохранение баланса между агрессией и мелодичностью.
Также Батори в интервью журналу Metal Hammer разъяснил название альбома:

Об этой фразе мы много говорили в разных интервью, и один раз меня спросили: «Если война – ответ, то каков вопрос?», и я ответил: «жизнь!». В принципе, сначала вы боретесь за одну вещь или за одно право – вы боретесь за выживание против фактически всего.
Оригинальный текст (англ.)It's a phrase we've had up our sleeve for some time, and I've been talking about it a lot in interviews. In fact, somebody just said to me: 'If war is the answer, then what is the question?', and I guess the answer to that is 'life'! Basically, you're fighting against something or other right from the start – fighting for survival with pretty much everything against you
— 

## Выпуск
Изначально дата выпуска альбома была 8 июня 2009 года, но потом её перенесли на 6 октября, а затем на 22 сентября 2009. 10 августа 2009 группа объявила о проведении первого этапа тура «Shock and Raw Tour» в поддержку альбома. Второй этап был анонсирован на 17 августа.
Два бонусных трека, «Succubus» и «Undone», были вырезаны из альбома The Way of the Fist. Демозапись «Succubus» была неофициально выложена в интернете под названием «Hate Me». Группа решила перезаписать обе песни и выпустить как бонусные треки в War Is the Answer.

## Рецензии
War Is the Answer получил положительные отзывы критиков. По словам критиков, новый альбом группы стал заметно тяжелей и лучше, чем The Way of the Fist, однако не является чем-то сенсационным.
Пембертон Роуч из AllMusic поставил альбому 3.5 звезды из 5. В своём обзоре он писал, что группа придерживалась звука своего предыдущего альбома и «вернула» звук The Four Horsemen, но местами добавила больше разнообразия в альбом. Он выделил треки «Bulletproof», который назвал смесью индастриала времён поздних Ministry и мелодичных соло в стиле Ингви Мальмстина, и рок-балладу «Far from Home». Гэри Графф из Billboard хвалил запись за разнообразие стилей: по его словам, песни «Dying Breed» и «Burn It Down» исполнены в жанре ню-метал, «Falling in Hate» напоминает творчество Black Sabbath, а «Bulletproof» имеет черты индастриала. Энди Лай из Jukebox:Metal выделил песни «Bulletproof» и «Canto 34», но назвал «Hard to See» «дешёвым кормом для рок-радио». В целом он писал, что «хороших треков на альбоме больше, чем плохих». Metalstyles с сайта Sputnikmusic хорошо отозвался об инструментальной части альбома и его продакшене, но писал, что некоторые тексты являются достаточно клишированными, а песни по структуре напоминают друг друга, и потому запись нельзя назвать выделяющейся, хоть она и качественна.

## Список композиций
Слова и музыка всех песен — Five Finger Death Punch и Кевин Чурко, кроме тех, где написано иначе.
| №                   | Название                                 | Длительность |
| ------------------- | ---------------------------------------- | ------------ |
| 1.                  | «Dying Breed»                            | 2:54         |
| 2.                  | «Hard to See»                            | 3:29         |
| 3.                  | «Bulletproof»                            | 3:16         |
| 4.                  | «No One Gets Left Behind»                | 3:23         |
| 5.                  | «Crossing Over»                          | 2:54         |
| 6.                  | «Burn It Down»                           | 3:33         |
| 7.                  | «Far from Home»                          | 3:32         |
| 8.                  | «Falling in Hate»                        | 3:00         |
| 9.                  | «My Own Hell»                            | 3:35         |
| 10.                 | «Walk Away»                              | 3:42         |
| 11.                 | «Canto 34»                               | 4:09         |
| 12.                 | «Bad Company» (Саймон Кирк, Пол Роджерс) | 4:22         |
| 13.                 | «War Is the Answer»                      | 3:20         |
| Общая длительность: | Общая длительность:                      | 45:16        |

| №                   | Название            | Длительность |
| ------------------- | ------------------- | ------------ |
| 14.                 | «Walk Away» (Live)  | 3:40         |
| Общая длительность: | Общая длительность: | 48:47        |

| №                   | Название            | Длительность |
| ------------------- | ------------------- | ------------ |
| 14.                 | «Succubus»          | 3:09         |
| 15.                 | «Undone»            | 3:44         |
| Общая длительность: | Общая длительность: | 52:09        |

## Чарты и сертификации
| Чарт (2009)          | Высшая позиция |
| -------------------- | -------------- |
| Finnish Albums Chart | 14             |
| Billboard 200        | 7              |
| Independent Albums   | 5              |
| Rock Albums          | 4              |
| Hard Rock Albums     | 3              |

| Год  | Чарт          | Позиция |
| ---- | ------------- | ------- |
| 2010 | Billboard 200 | 152     |
| 2011 | Billboard 200 | 179     |

| США (RIAA)                                          | платиновый | 1 000 000* |
| Канада (Music Canada)                               | золотой    | 40 000*    |
| Великобритания (BPI)                                | серебряный | 60 000*    |
| * данные о продажах основаны только на сертификации |            |            |

## Персонал
Данные с сайта AllMusic.

### Five Finger Death Punch
- Айвен Муди – вокал
- Золтан Батори – ритм-гитара
- Джейсон Хук – соло-гитара, бэк-вокал
- Мэт Снилл – бас-гитара, бэк-вокал
- Джереми Спенсер – ударные

### Дополнительный персонал
- Кевин Чурко – продюсер, звукоинженер
- Рэнди Стауб – мастеринг
- Том Парэм – звукоинженер
- Джордж Марино – мастеринг